# 政治官报
《政治官報》及之后的《內閣官報》是清朝末年中央政府的官方報紙。
- 《政治官報》第1號（光緒卅三年九月二十日）(1907年10月26日) ；第1370號（宣統三年閏六月）(1911年8月23日)
- 《內閣官報》第1號（宣統三年七月初一日）(1911年8月24日)；第173號（宣統三年十二月廿五日）(1912年2月12日)
- 《內閣官報》第1號（宣統九年五月十四日）(1917年7月2日)；第8號（宣統九年五月廿一日）(1917年7月9日)

## 歷史
光緒三十三年(1907年)七月，清朝政府改考察政治館為憲政編查館，所有有關憲政一切編制法規統計要政等事項，悉歸其辦理。嗣該館即奏請開辦原已奏准之「政治官報」，舉凡上諭、章奏、摺片、咨劄、電奏、法制、章程、條約合同、統計調查報表、駐外使領報告、及東西各國緊要新聞，除涉及軍機外交祕密外，均予分類選錄刊載，為求敏速精確起見，採取日報形式，以期「歸納眾流，啟發群治」。同時又咨請民政部將京城擷華書局刊印之「諭摺彙存」，北新書局刊印之「閣鈔彙報」，轉飭停止印送，自是以迄宣統三年(1911年)七月「內閣官報」發刊前止，逐日印布16開本二十餘頁，每月分類線裝彙訂4冊，甘此發行將及四載，僅新年歲首停刊數日，餘未間斷，至遇國家慶典之期，則改用紅色印刷，以示祝賀。
宣統三年(1911年)8月，廢除軍機處成立內閣時，改名為《內閣官報》，於1912年停刊。
宣統九年(1917年)，張勳復辟時，恢復出刊，事敗後終刊。

## 內容
據「政治官報章程」所列體類，內容包含
- 一、諭旨、批摺、宮門抄
- 二、電報奏咨
- 三、奏摺
- 四、咨劄
- 五、法制章程
- 六、條約合同
- 七、報告諭示
- 八、外事
- 九、廣告
- 十、雜錄。

## 重要史料
有價值之史料，除有關預備立憲方面，如資政院之籌設、憲法大綱之頒布、法律之修訂，以及各省辦理農工商、鐵路交通、學堂教育、編練新軍、薦舉人才、與處置民變、剿罪之奏報；清末言官糾彈臣疆吏貪黷不法之原摺，對留學外國文武學生舉行廷試及驗放之名單；清帝后大喪及官廷之儀制等等，有為德宗實錄、光緒朝東華錄、宣統政紀、清朝續文獻通考、清鑑、清史紀事本末諸書之不及備載，足資治近代史者之研討與參考。